# Andrea Forzano
Pour les articles homonymes, voir Forzano.
Andrea Forzano, de pseudonyme Andrea Della Sabbia, né le 2 février 1915 à Viareggio et mort le 22 décembre 1992 à Rome, est un réalisateur et un scénariste italien.

## Biographie
Andrea Forzano est le fils du dramaturge et réalisateur Giovacchino Forzano. Après ses études au lycée, il devient le principal collaborateur de son père, en tant qu'aide réalisateur et collaborateur à la production.
Après cet apprentissage, il réalise son premier film, Ragazza che dorme (it) dans les studios de Tirrenia qui appartiennent à son père. Son activité dans le cinéma sera ensuite assez hachée, en particulier pour des raisons familiales. Son second filme tourné en 1943, La casa senza tempo, ne sortira en salles qu'une fois la guerre finie, avec un montage et un doublage revus.
En 1952, il collabore au scénario et à la réalisation de Un homme à détruire (Imbarco a mezzanotte) de Joseph Losey. Après deux autres réalisations, il achève sa carrière cinématographique avec le scénario d'Un canto nel deserto, film de Marino Girolami destiné à un public populaire.

## Filmographie
- 1940 : Ragazza che dorme (it), scénario et réalisation
- 1945 : La casa senza tempo, (1943), scénario, réalisation et montage en 1943, sorti en salles en 1945 sous le pseudonyme d'Andrea Della Sabbia
- 1952 : Un homme à détruire (Imbarco a mezzanotte), réalisé par Joseph Losey, scénario et aide à la réalisation
- 1954 : Une fille nommée Giulietta (Pellegrini d'amore), scénario, réalisation et montage
- 1955 : Il canto dell'emigrante, scénario et réalisation
- 1960 : Un canto nel deserto, réalisé par Marino Girolami, scénario

### Crédits de traduction
- (it) Cet article est partiellement ou en totalité issu de l’article de Wikipédia en italien intitulé « Andrea Forzano » (voir la liste des auteurs).